# Lieblingsjünger
Der Lieblingsjünger des Jesus von Nazaret ist eine anonyme Figur aus dem Johannesevangelium. Sie kommt in wichtigen Momenten der johanneischen Passionsgeschichte vor, meist unter der Bezeichnung: „der Jünger, den Jesus liebte“. In der Auslegungstradition wird dieser Jünger vielfach mit dem Apostel Johannes gleichgesetzt, der traditionell auch als Verfasser des Johannesevangeliums gilt.

## „Lieblingsjünger“
Obwohl im Johannesevangelium mehrfach erzählt wird, dass alle Jünger von Jesus geliebt werden (Joh 13,1 ; Joh 13,34 ), erhält der Lieblingsjünger durch die besondere Erwähnung der Zuneigung Jesu eine hervorgehobene Position. Wörtlich genommen ergibt sich aus der Formulierung „der Jünger, den Jesus liebte“ allerdings noch keine Bevorzugung gegenüber den anderen Jüngern des engsten Kreises. Die in der Bibelkunde etablierte Bezeichnung „Lieblingsjünger“ ist in diesem Sinne eine sprachliche Hyperbel, die sich jedoch als fixe Personenbezeichnung auch in der Forschung eingebürgert hat. Um Missverständnisse auszuschließen, vermeiden neuere Ausleger manchmal den Ausdruck „Lieblingsjünger“ und verwenden stattdessen die enger an den Bibeltext angelehnte Bezeichnung „der Geliebte Jünger“.

## Allgemeine Funktion
Der Lieblingsjünger wird als beispielhafter Gläubiger und damit als Identifikationsfigur für die Leser gezeichnet. Dabei wird er mehrmals in Beziehung oder Konkurrenz zu Simon Petrus gesetzt. Beim Abendmahl Jesu liegt er neben Jesus an dessen Seite (Joh 13,23 ), auf dem Ehrenplatz für engste Vertraute. Als einziger Jünger bleibt er bis zuletzt bei Jesus und steht bei dessen Hinrichtung am Fuß des Kreuzes. Nach der Wiederauferstehung Jesu betritt er das leere Grab zusammen mit Petrus und kommt anders als dieser bereits beim Anblick der Leinenbinden zum Glauben, noch bevor eine Jesuserscheinung (Christophanie) stattgefunden hat. Damit trifft auf ihn die Verheißung der Seligkeit zu, die der Auferstandene nach seiner zweiten Erscheinung vor den Jüngern gegenüber dem „ungläubigen“ Apostel Thomas formuliert: „Selig sind, die nicht sehen und doch glauben“ (Joh 20,29 ).
Aus dem Evangelium geht nicht hervor, wer diese Person ist. Der Lieblingsjünger wird in der Tradition meist – wie auch der Verfasser des Evangeliums – mit dem Apostel Johannes identifiziert; es gibt jedoch eine Reihe anderer Identifikationsversuche, die zum Teil auch Personen außerhalb des Zwölferkreises betreffen.

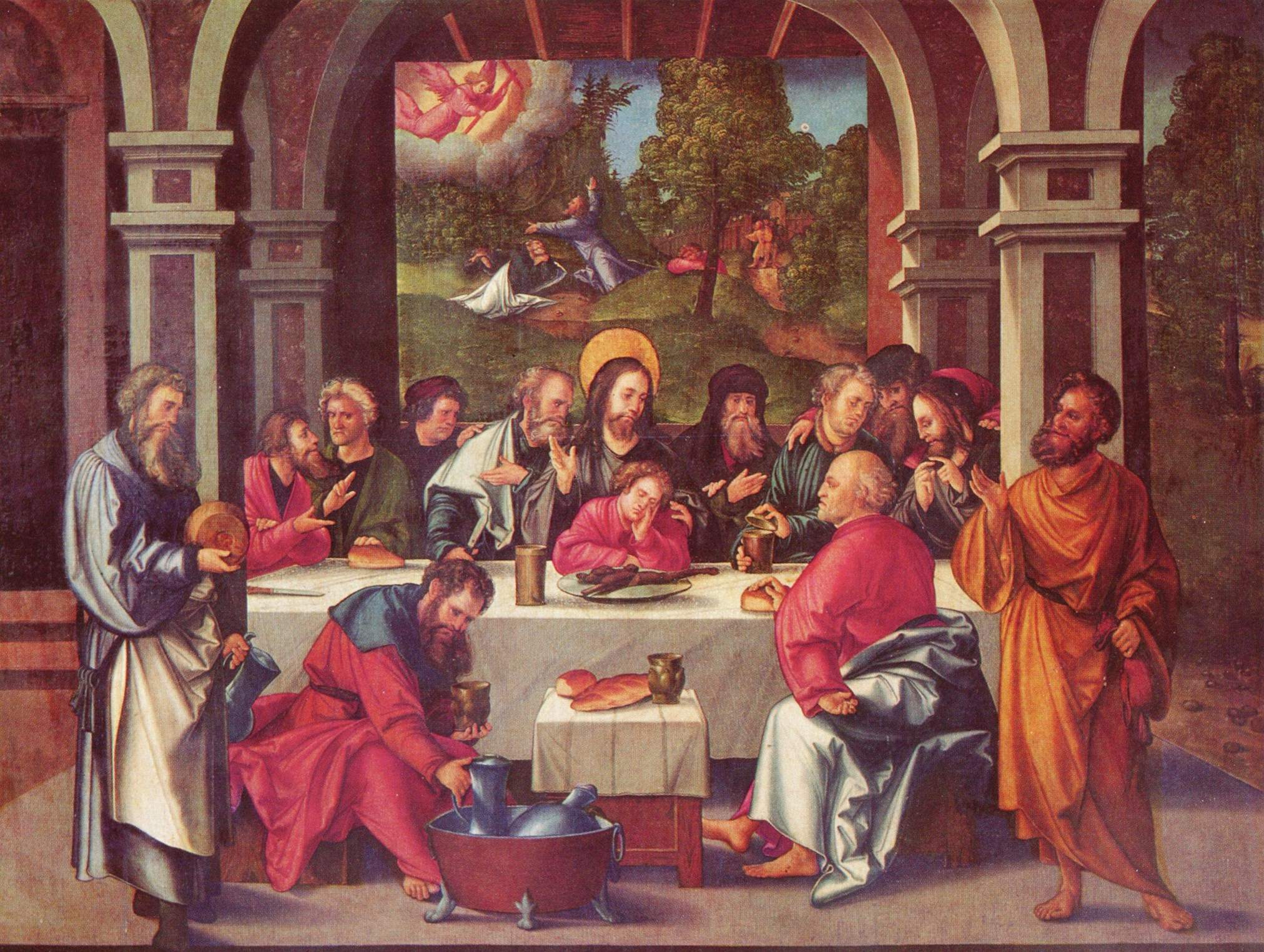
In der Kunst wird der Lieblingsjünger oft jung und in besonderer Nähe zu Jesus dargestellt, hier im Beispiel beim Abendmahl auf Jesu Schoß sitzend (Hans Schäufelin, 1515).

## Vorkommen im Evangelium
Insgesamt fünfmal kommt der Begriff „der Jünger, den Jesus liebte“ im Johannesevangelium vor. Im Kontext dieser Stellen wird der Lieblingsjünger bei erneuter Erwähnung auch als „der andere Jünger“ bezeichnet. Im griechischen Text werden in den Erwähnungen zwei verschiedene Verben für „lieben“ verwendet, die sich in der deutschen Übersetzung nur bedingt differenzieren lassen: Viermal ἀγαπᾶν agapan „liebevoll aufnehmen, lieben, schätzen“ sowie einmal φιλεῖν philein „lieben, lieb haben, liebreich aufnehmen“.
| Joh 13,23–26 | „μαθητὴν, ὃν ἠγάπα ὁ Ἰησοῦς“   | (während des Abschiedsmahls)                               |
| Joh 19,26–27 | „μαθητὴν, ὃν ἠγάπα [ὁ Ἰησοῦς]“ | (während der Kreuzigung)                                   |
| Joh 20,2–10  | „μαθητὴν, ὃν ἐφίλει ὁ Ἰησοῦς“  | (bei der Entdeckung des leeren Grabes)                     |
| Joh 21,7     | „μαθητὴς, ὃν ἠγάπα ὁ Ἰησοῦς“   | (Erscheinung des auferstandenen Jesus am See von Tiberias) |
| Joh 21,20    | „μαθητὴν, ὃν ἠγάπα ὁ Ἰησοῦς“   | (Frage der Nachfolge Jesu)                                 |

Die beiden letzten Stellen befinden sich im Kapitel 21, das als redaktioneller Nachtrag zum bereits vorliegenden Evangeliumstext gilt. Im Anschluss an Joh 21,20 wird in Joh 21,24  das Zeugnis des Lieblingsjüngers hervorgehoben und mit Blick auf das ganze Evangelium festgestellt, dass er dieses geschrieben habe. Darauf fußt die Tradition, der Lieblingsjünger sei der Verfasser des Evangeliums.

## Theorien über den Lieblingsjünger
Seit langem wird in der biblischen Exegese über die Identität des Lieblingsjüngers diskutiert. Die Tradition sieht in ihm den Apostel Johannes, der gemäß den synoptischen Evangelien zusammen mit den Aposteln Petrus und Jakobus dem Älteren eine besondere Beziehung zu Jesus hatte (Mk 5,37 ; Mk 9,2 ; Mk 13,3 ; Mk 14,33 ; Mt 26,37 ; Lk 8,51 ; Lk 9,28 ). Da das Johannesevangelium in Joh 21,24  den Lieblingsjünger als seinen Verfasser identifiziert, wäre dann der Apostel auch identisch mit dem Evangelisten Johannes. Diese Identifizierung wird folgendermaßen begründet: Mehrere der Zwölf werden im Johannes-Evangelium häufiger erwähnt als bei den Synoptikern; ausgerechnet die Brüder Jakobus und Johannes werden nie namentlich erwähnt, obwohl sie mit Petrus zum Kreis der drei Vertrauten Jesu gehörten. Petrus wird mehrmals gemeinsam mit diesem “Jünger, den Jesus liebte”, erwähnt (d. h. Petrus kann es nicht sein). Es liegt nahe, dass sich diese Umschreibung auf Jakobus oder auf Johannes bezieht. Da Jakobus bereits um 42 getötet wurde, und kaum jemand vermutet, dass das Johannes-Evangelium bereits bis dahin geschrieben wurde, bleibt nur Johannes übrig.
Andere Deutungen sehen im Lieblingsjünger einen der anderen Apostel oder eine symbolische, vom Evangelisten geschaffene Figur, die historisch nicht zu identifizieren sei. Der Ausdruck Lieblingsjünger kann auch als Prototyp eines Jüngers Jesu gesehen werden: Es ist die Person, die in persönlicher Freundschaft mit ihm lebt und sich bedingungslos von Jesus geliebt weiß. In diesem Sinne kann jeder zum Lieblingsjünger werden.
Richard Bauckham bezieht sich auf Berichte von Papias von Hierapolis, Irenäus von Lyon und Polykrates von Ephesus und identifiziert den Lieblingsjünger mit dem Presbyter Johannes von Ephesus, der nach Polykrates ein jüdischer Hohepriester war, womit historisch ein Sohn oder Enkel des jüdischen Hohepriesters Hannas gemeint sein könnte.
Rudolf Steiner erkannte im Lieblingsjünger den von Jesus auferweckten Lazarus. Auch Reinhard Nordsieck vertritt eine solche Theorie. Walter Simonis vermutet im Lieblingsjünger den Evangelisten Markus.
Klaus Berger identifiziert den Lieblingsjünger mit dem Apostel Andreas.